# 反第二次特朗普總統任期抗議
自特朗普2024年连任以来，美国和其他国家爆发了多起针对唐纳德·特朗普总统的抗议活动。
群众举行示威活动，以抗议对特朗普在2024年竞选期间做出承诺的失信行为，以及特朗普对各种国内外事务做出的决定和政策。抗议活动的另一个显著原因是对第二次特朗普内阁，尤其对是埃隆·马斯克和小罗伯特·F·肯尼迪的在第二次特朗普任期前和任期内既定目标和行动的不满。例如特朗普政府解雇20多万名联邦雇员以及試圖解散美国国际开发署和美國教育部。
虽然许多示威行动都是由已存在的组织领导的，但也有大量的公众组织在超级碗等非政治事件上采取行动。

## 在美国发生的示威

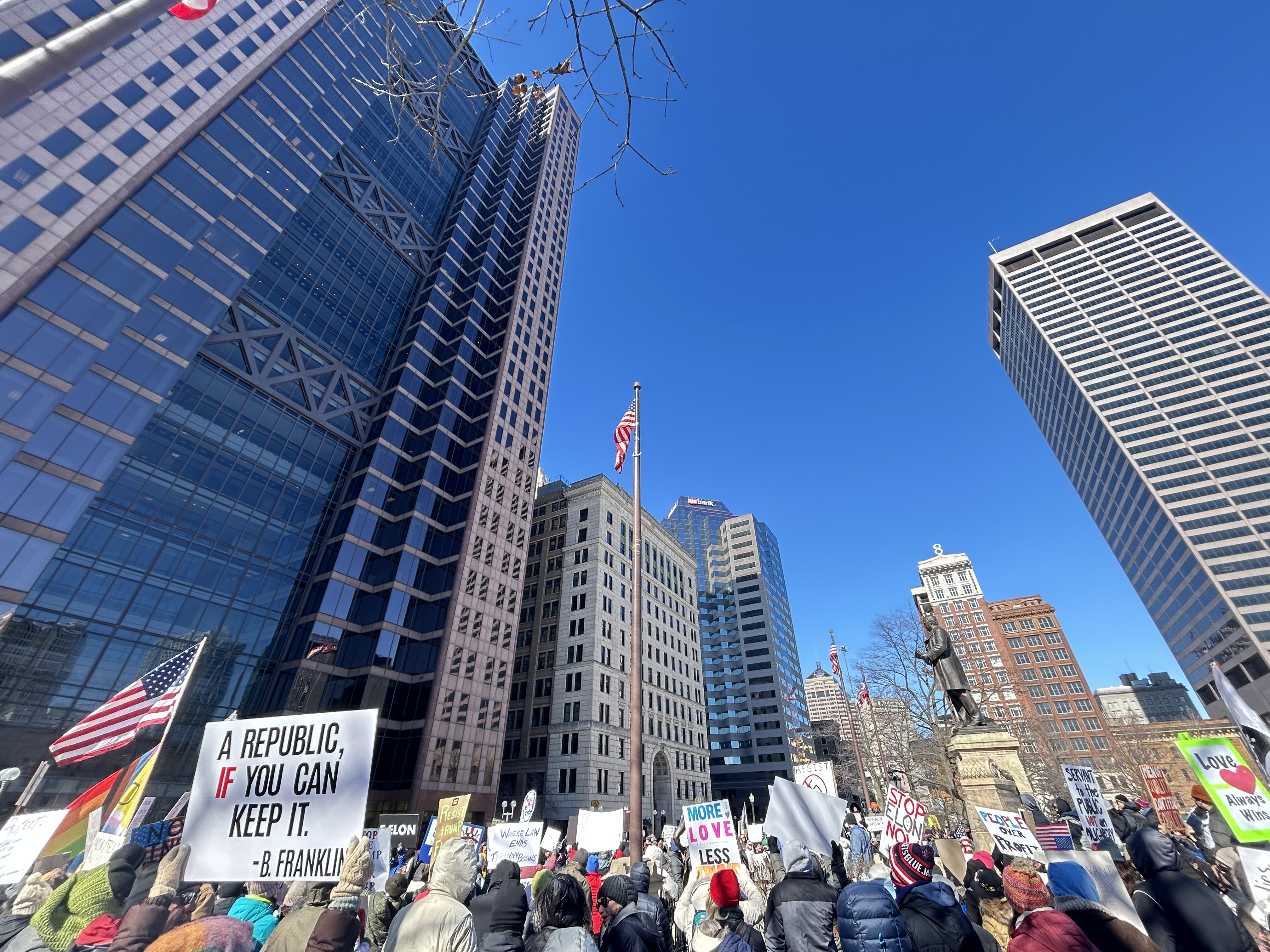
2025年2月17日50501運動在俄亥俄州哥伦布举行反特朗普示威运动

示威者在加利福尼亚州圣何塞和伯克利聚集，以抗议民主党和共和党。选举后的晚上，一场反特朗普集会在俄亥俄州克利夫兰举行了大约一个小时，直到示威者解散。当晚，其他示威运动在伊利诺伊州芝加哥、纽约和宾夕法尼亚州费城举行，芝加哥特朗普国际酒店大厦外的示威者高呼“唐纳德·特朗普，你这个法西斯小丑”。
美国公民自由联盟在特朗普当选后的第二天发表声明，表示将继续反对特朗普以及2025计划中提出的大规模驱逐计划等不合法计划。。
人民游行在2025年1月于美国各大城市爆发。
2025年2月，无移民日抗议在全美各大城市爆发。数千人在南加州和达拉斯抗议唐纳德·特朗普第二任总统任期内大规模驱逐非法移民。在洛杉矶，示威者封锁了美国101公路的所有车道，造成“严重的交通堵塞”。
2025年2月5日，一系列针对特朗普、埃隆·马斯克和2025计划的示威运动举行。这些示威运动被称为 “50501”，是“50场示威，50个州，1天”的缩写，主要在州议会大厦外举行，也有一些在其他城市举行。
2月9日，超过1000名示威者游行穿过圣地亚哥市中心。示威运动以在仅可容纳900人的圣约瑟夫教堂的守夜活动结束。教堂的每个座位都坐满了人。最近当选为天主教华盛顿总教区大主教的天主教枢机主教罗伯特·瓦尔德·麦克罗伊在下午主持了一场以保护移民为主题的守夜活动。美国众议员胡安·瓦尔加斯也加入了这场以拉丁裔为主的游行队伍。
同日，肯德里克·拉马尔在路易斯安那州新奥尔良举行的第59届超级碗中场秀期间举办表演，以抗议特朗普在超级碗的出席及特朗普的政策。
2月17日，示威者再次聚集，举行了另一场50501运动。活动名为“不是我的总统日（Not My Presidents Day）”，意指示威运动是总统日举行。示威运动在各州首府和城市均有举行。
4月5日，“住手！”抗议成为至今最大规模的全国性示威行动，以“住手！”（Hands Off!）为名的行动在全美50州超过1300个地点同步举行。
4月19日，美国各地又爆發数百场反特朗普集会。5月1日，左倾团体發起反特朗普抗議。纽约、芝加哥、洛杉矶等城市均出現抗議活動。
7月4日美国獨立日當天，美國全国多地举行反对特朗普政府抗議，参与者共有数十万人。他們抗議特朗普的移民、经济和外交等政策。

## 在其它国家的示威
在特朗普被宣布为胜利者后不久，针对特朗普的示威运动开始爆发。第一次抗议发生于英国伦敦，停止石油示威者在美国驻英国大使馆喷洒橙色油漆。
2024年12月24日，示威者在美国驻巴拿马大使馆宣称特朗普威胁收回巴拿马运河。示威者还称他为巴拿马的“公共敌人”。
2025年美国总统就职典礼当天，伦敦、布鲁塞尔、墨西哥城、蒂华纳、巴拿马城和马尼拉爆发了示威运动。
为了回应2025年美加墨贸易战，加拿大体育迷们在美国国歌于NHL和NBA赛事演奏时发出嘘声。
2月15日，参与Tell Trump to Toque Off运动的示威者聚集在美国驻加拿大大使馆前，反对特朗普的关税和特朗普关于让加拿大成为美国第51个州的评论。

## 对内阁的抗议
2月3日，抗议者聚集在美国人事管理局外，谴责埃隆·马斯克的任命是一场政变。包括政治家的大量公众人物，比如嘉德·高登、查克·舒默宣称马斯克不是民选官员。亚萨明·安萨里指出“我可以想象到，2025年的美利坚合众国将见证这些非民选的千亿富翁，包括埃隆·马斯克，正在完全控制我们的联邦政府…”
英国停止石油运动者对特斯拉进行了多次抗议，其中包括毁坏Optimus机器人。值得注意的是，亚历克斯·温特支持了抗议活动。